# Fugging
Fugging (till och med 2020 Fucking) är en by med cirka 100 invånare i kommunen Tarsdorf i Oberösterreich (Österrike). Namnet Fucking är belagt år 1070 och lär komma från en man med namnet Focko som kan ha bosatt sig där så tidigt som på 500-talet. Ändelsen -ing är vanlig bland ortnamn i trakten. 

## Namnet
På grund av det ursprungliga namnets överensstämmelse med det mycket vanliga engelska kraftuttrycket "fucking" har byn fått mycket medial uppmärksamhet och dess vägskyltar har stulits och fotograferats många gånger. 2004 anordnades en omröstning i vilken invånarna uttalade sig emot en ändring av byns namn. I augusti 2005 ersattes vägskyltarna med stöldsäkra sådana, fastsvetsade och förankrade i betong.
Den 1 januari 2021 bytte Fucking officiellt namn till Fugging. Som anledning uppges att invånarna tröttnat på uppmärksamhet i media och stulna vägskyltar.